# Pierre de Chauvin de Tonnetuit
Pierre de Chauvin de Tonnetuit (n. înainte de 1575, Dieppe-d. februarie 1603, Honfleur) a fost un căpitan maritim francez și locotenent general al Noii Franțe.
Împreună cu François Gravé Du Pont, Chauvin a obținut un monopol asupra comerțului cu blănuri pentru Noua Franță în anul 1599, de la regele Henric al IV-lea. Cei doi au fost cei care au construit un fort la Tadoussac, în zona Quebec, la 1600. Această locație este general recunoscută ca fiind cea mai veche așezare franceză de pe continentul american care să fi rezistat în timp.